# Berta Wirthel
Berta Wirthel (geborene Berta Fischer; * 13. Januar 1900 in Lübeck; † 10. April 1979 ebenda) war eine deutsche Schneiderin und Politikerin (SPD).

## Leben
Berta Wirthel war die Tochter eines Lübecker Maurers. Sie hatte elf Geschwister. Nach dem Volksschulabschluss lernte sie den Beruf der Schneiderin. Sie bildete sich durch Kurse in der Volkshochschule und politische Lehrgänge weiter. 1921 heiratete sie Wilhelm Wirthel. Sie hatte zwei Kinder, von denen eines früh starb. 1925 trat sie der SPD bei. Sie übernahm Aufgaben in der Arbeiterwohlfahrt und leitete den SPD-Distrikt Holstentor-Nord. Als erste Frau wurde sie 1929 in den Vorstand des Heiligen-Geist-Hospitals in Lübeck gewählt. Im selben Jahr zog sie mit der Familie in das damalige Gewerkschaftshaus in der Johannisstraße. Zusammen mit ihrem Ehemann übernahm sie dort Hausmeisteraufgaben. 1933 wurde die Familie von SA- und SS-Verbänden aus dem Gewerkschaftshaus vertrieben; ihr Mann wurde arbeitslos. Berta Wirthel verdiente den Lebensunterhalt für die Familie als Schneiderin. Nach Ende des Zweiten Weltkriegs trat sie 1945 wieder der SPD bei. Sie gehörte dem Bezirks- und Kreisvorstand an. 1946 wurde sie in die Lübecker Bürgerschaft, den Rat der Stadt, gewählt. Dem Kommunalparlament gehörte sie bis 1974 an. Von 1951 bis 1955 war Berta Wirthel ehrenamtliche Senatorin und leitete in dieser Funktion das Wohnungsamt. Außerdem gehörte sie weiteren Ausschüssen an. Vom 25. Januar 1954 bis 6. August 1954 war sie Abgeordnete des Schleswig-Holsteinischen Landtags, in den sie als Nachrückerin eingezogen war. Zusammen mit Elly Linden förderte sie die Gewerkschafterin und Journalistin Ingeborg Sommer, politische Ämter zu übernehmen.

## Ehrungen
Die Hansestadt Lübeck ehrte Bertha Wirthel 1955 mit der Ehrenplakette des Lübecker Senats. 1960 erhielt sie die Freiherr-vom-Stein-Medaille des Landes Schleswig-Holstein und 1971 das Bundesverdienstkreuz am Bande. 1990 wurde im Lübecker Baugebiet Roter Löwe zu ihren Ehren eine Straße in Berta-Wirthel-Ring benannt. 2005 würdigte die Stadt Lübeck die verdiente Tochter der Stadt im Rahmen der Ausstellung Frauen in der Lübecker Geschichte, für die Bärbel Wartenberg-Potter, die Bischöfin für den Sprengel Holstein-Lübeck, die Schirmherrschaft übernommen hatte.